# 小行星4485
小行星4485（英語：4485 Radonezhskij）是一颗围绕太阳公转的小行星。1987年8月27日，柳德米拉·切爾尼赫在克里米亚发现了此天体。
这颗小行星的绝对星等为143.1946385043669等。